# Бандити на времето
„Бандити на времето“ (на английски: Time Bandits) е британско фентъзи от 1981 година с режисьор Тери Гилиъм и по негов сценарий, в съавторство с Майкъл Пейлин. Главните роли се изпълняват от Крейг Уорнък, Дейвид Рапапорт, Дейвид Уорнър.
В центъра на сюжета е момче, което попада на група джуджета, откраднали магически предмет, с който пътуват през времето с надеждата да извършат голям обир. Бандитите във времето се срещат с различни исторически и легендарни личности, свързани с избраното от тях призвание, за да се поучат от техния опит.